# Kulltorp
Kulltorp is een plaats in de gemeente Gnosjö in het landschap Småland en de provincie Jönköpings län in Zweden. De plaats heeft 327 inwoners (2005) en een oppervlakte van 73 hectare.

## Verkeer en vervoer
Bij de plaats loopt de Länsväg 152.